# Fórmula para lactantes

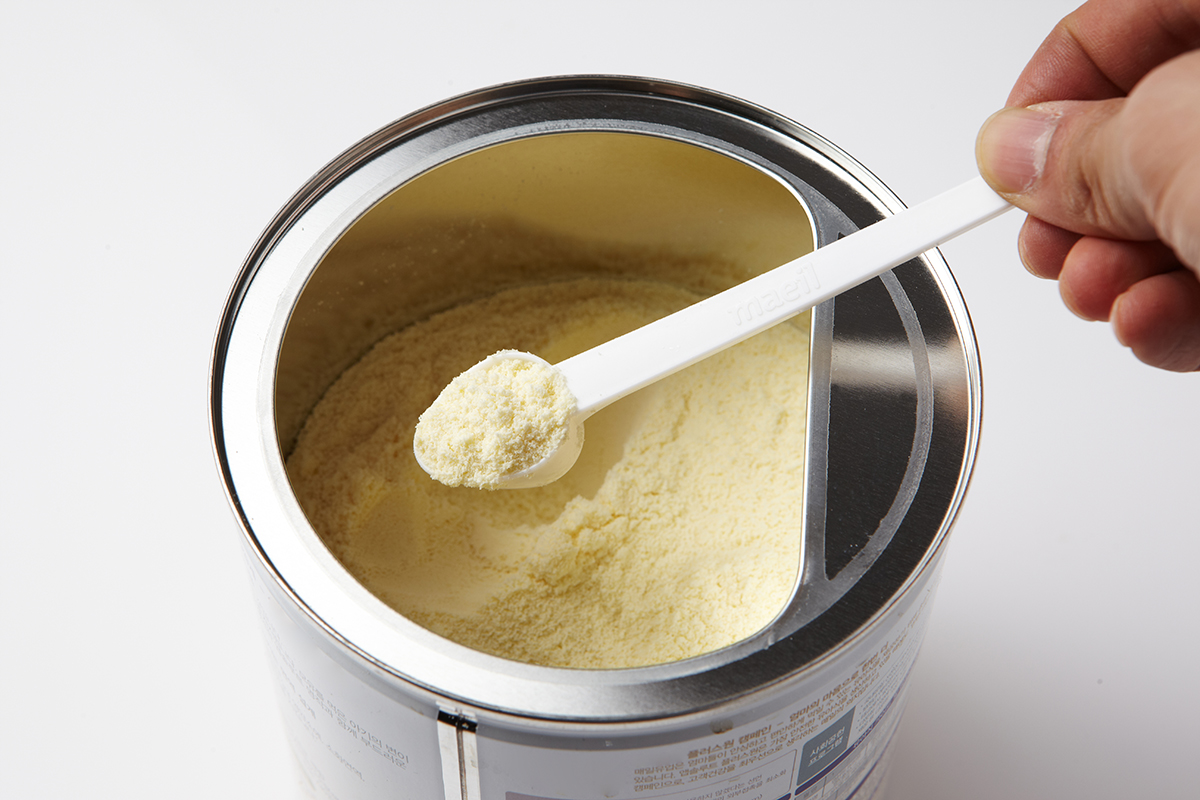
Fórmula infantil.

La fórmula para bebés, leche de fórmula o fórmula infantil es un sustituto artificial de la leche materna para alimentar a bebés menores de 12 meses.  
En los años 1950 y 1960 la industria alimenticia farmacéutica desalentaba la lactancia materna. Hasta la actualidad, existen importantes presiones de grupos industriales de preparados lácteos. Estos se han opuesto a que la ONU haga declaraciones a favor de la lactancia materna y al control de las campañas de marketing de sus productos.  Pero debido a campañas de información y activismo, el uso de fórmulas infantiles ha decrecido en países desarrollados desde 1970.[cita requerida]

## Elección como sustituto o complemento de la lactancia materna
Se estima que más del 80% de las madres comienzan alimentando a sus hijos dando pecho, según los Centros para el Control y la Prevención de Enfermedades en los Estados Unidos. Sin embargo, a los tres meses, hacia el fin de la licencia por maternidad, menos de la mitad continúa con esta práctica en exclusiva. Entre el 5% y el 10% de las madres tienen algún problema fisiológico que les impide dar el pecho, mientras que en muchos casos afirman que no producen suficiente leche propia o detectan alguna carencia nutricional en el bebé y necesitan complementar la lactancia.
La Organización Mundial de la Salud afirma que la leche materna es el alimento más seguro y que provee todos los nutrientes necesarios para los primeros meses de vida. Sin embargo, cuando, por distintas razones, no es posible amamantar, o la madre elige no hacerlo, o no hacerlo en exclusiva, se considera que la fórmula infantil es el sustituto o complemento alimenticio más seguro.

## Tipos y características
Existen diversos tipos de fórmulas para lactantes, cada una de las cuales tiene características nutricionales específicas y están clasificadas por edades. Además, existen fórmulas especiales indicadas para bebés prematuros o con condiciones médicas específicas.
En cuanto a sus ingredientes, pueden encontrarse fórmulas a base de leche de vaca, a base de soja o de proteína hidrolizada. Las preparaciones suelen estar disponibles en polvo, en forma de líquido concentrado, o listas para tomar.

## Riesgos y controversias
La Administración de Alimentos y Medicamentos de Estados Unidos (FDA por sus siglas en inglés) no recomienda la preparación casera de fórmulas para lactantes.
El consumo de este producto, especialmente en zonas más pobres de los países en vías de desarrollo, se asoció con un aumento de la mortalidad infantil. No a causa del preparado por sí mismo, si no por el uso de agua no potable en su preparación, ya que puede ser una vía de transmisión de patógenos. Según un detallado estudio publicado en el 2018, solo en el año 1981, y con los productos de una reconocida marca internacional, los científicos calcularon que fallecieron 66.000 bebés.
Un reporte de 2001 de la Organización Mundial de la Salud promueve el uso de lactancia materna contra el uso de las fórmulas excepto en inusuales circunstancias. De hecho, muchos países limitan de varias formas la publicidad y promoción de estos preparados químicos para lactantes. En el caso de la legislación española, dictamina que la publicidad o información de estos productos «no deberá insinuar ni hacer creer que la alimentación con biberón es equivalente o superior a la lactancia materna».
En el año 2012, Técnicos del INTA Balcarce en Argentina, organismo dependiente del Ministerio de Agricultura, Ganadería y Pesca de la Nación, confirmaron la presencia de las dos proteínas de origen humano en la leche producida por una ternera clonada, que otorgan propiedades características de la leche materna.

### Fuente de libro
- Benn, C. S., Wohlfahrt, J., Aaby, P., Westergaard, T., Benfeldt, E., Michaelsen, K. F., Bjorksten, B., M. Melbye. 2004. "Lactancia materna y riesgo de dermatitis atópica, por historias parentales de alergia, en los primeros 18 meses de vida," American Journal of Epidemiology, 160(3): 217-223.
- McCann, J. C., B. N. Ames. 2005. "¿Es el ácido docosahexaenoico, una n-3 larga cadena poliinsaturatada de ácidos grasos, requerido para el desarrollo de la función normal del cerebro? Evidenci de tests cognitivos y conductales en humanos y en animales," American Journal of Clinical Nutrition, 82(2): 281-295.
- Riordan, J. M. 1997. "El costo de no amamantar: comentarios," Journal of Human Lactation, 13(2): 93-97.
- Sadauskaite-Kuehne, V., Ludvigsson, J., Padaiga, Z., Jasinskiene, E., U. Samuelsson. 2004. Diabetes/Metabolism Research Reviews, 20(2): 150-157.
- La Leche Liga Internacional. El arte femenino de amamantar. Eds. 1958 a 2005 (ISBN 0-452-28580-1).